# Melbourn
Melbourn – wieś w Anglii, w hrabstwie Cambridgeshire, w dystrykcie South Cambridgeshire. Leży 16 km na południowy zachód od miasta Cambridge i 65 km na północ od Londynu. Miejscowość liczy 4414 mieszkańców.